# Tjära

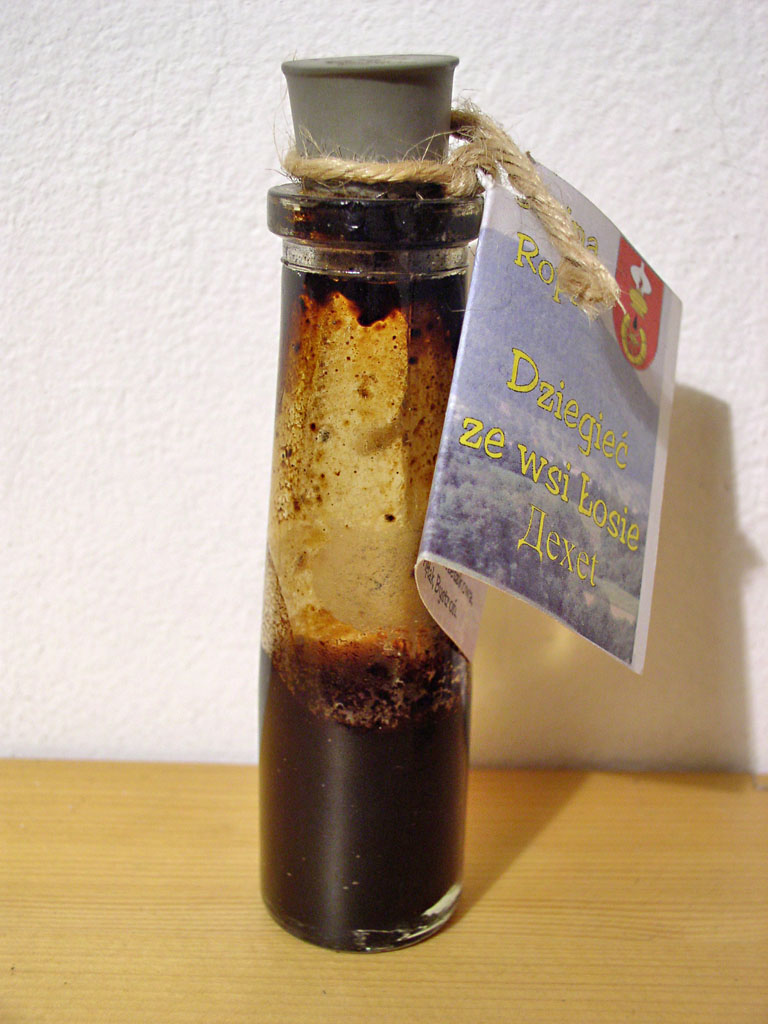
Polsk trätjära som används för att lindra hudproblem.

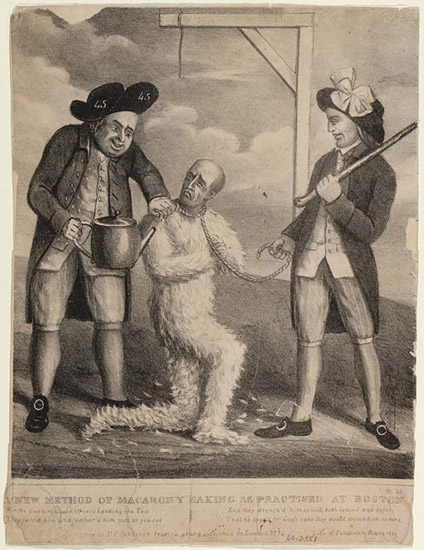
Skamstraffet tjära och fjädrar.

Tjära är en trögflytande vätska som erhålls som kondensat vid pyrolys (torrdestillation) av organiska material som kol, petroleum, oljeskiffer, torv eller ved. Tjära är svart eller brun till färgen och dess konsistens varierar mellan trögflytande vätska och halvfast. Vid destillation av tjära kallas destillationsresten beck. Tjära är bituminöst, det vill säga en blandning av olika kolväten. Man skiljer mellan trätjära och stenkolstjära, som har olika egenskaper och användningsområden och inte ska förväxlas. Petroleumtjära är närmast besläktad med stenkolstjära.  I engelskan och i franskan betyder "tjära" (tar) huvudsakligen den kolutvunna substansen men i norra Europa menas oftast trädestillatet. 

## Trätjära
Trätjära är ett naturmaterial med EG-nummer 232–374–8. Den framställs genom torrdestillation av kådrik ved och var länge en av Sveriges viktigaste exportprodukter. Dess stora användningsområden har varit som träskyddsmedel, men den har också använts inom hälso- och sjukvård. Idag har den till stor del gjorts överflödig genom att båtar och tak inte längre byggs av trä, men den är fortfarande betydelsefull inom exempelvis byggnadsvård.

## Stenkolstjära
Stenkolstjära är en brun till svart, trögflytande vätska eller ett halvfast material med densititet 1–1,2 kg/l som bildas vid torrdestillation (900 till 1 300 °C) av stenkol i exempelvis ett gas- eller koksverk. Den är en blandning av ett mycket stort antal (ca 10 000) organiska, huvudsakligen aromatiska föreningar. 
Stenkolstjära kan användas som bränsle i ångpannor och i stora dieselmotorer på fartyg där insprutningsmunstycken och spridare är tillräckligt grova för att inte sättas igen av stenkolstjäran. Bränslet måste också förvärmas för att bli mer lättflytande innan det kan användas som motorbränsle. Det används också för tillverkning av kreosot.